# بازرغان (بيرانشهر)
بازرغان هي قرية في مقاطعة بيرانشهر، إيران. يقدر عدد سكانها بـ 129 نسمة بحسب إحصاء 2016.